# Gaylussacia pulchra
Gaylussacia pulchra (лат.) — вид растений из рода гейлюссакия семейства Вересковые (Ericaceae).

## Распространение
Вид происходит из Бразилии, растёт в штатах Баия и Минас-Жерайс на востоке страны.

## Описание
Взрослое растение — разветвлённый кустарник. Листья ланцетные, сверху тёмно-зелёный, снизу беловатые. Цветки алые, трубчатые, сидят на цветоножках в пазухах листьев. Плоды имеют 10 камер, в каждой находится по одному семени.

## Таксономия
Gaylussacia pulchra Pohl, Plantarum Brasiliae Icones et Descriptiones 2: 41, pl. 127. 1828.
Синонимы
- Gaylussacia pulchra Miq. ex Meisn., Flora Brasiliensis 7: 160. 1863.
- Adnaria pulchra (Pohl) Kuntze, Revisio Generum Plantarum 2: 383. 1891.